# Supertaça Portuguesa de Hóquei em Campo Masculino
A Supertaça de Portugal é uma competição de Hóquei em campo organizada pela Federação Portuguesa de Hóquei. Disputou-se pela primeira vez na temporada 1991/92. Durante as épocas de 2006/07 até 2012/13, este troféu designou-se Torneio dos Campeões. A competição é disputada entre o vencedor da Taça de Portugal e do Campeonato Nacional.

## Vencedores
| Supertaça de Portugal de Hóquei em Campo | Supertaça de Portugal de Hóquei em Campo | Supertaça de Portugal de Hóquei em Campo  | Supertaça de Portugal de Hóquei em Campo |
| Época                                    | Vencedor                                 | Resultados                                | Finalista Vencido                        |
| ---------------------------------------- | ---------------------------------------- | ----------------------------------------- | ---------------------------------------- |
| 2018-19                                  | CF União de Lamas                        | 0 – 0, 1 – 2 shootouts                    | Casa Pia AC                              |
| 2017-18                                  | Casa Pia AC                              | 2 – 1                                     | AD Lousada                               |
| 2016-17                                  | AD Lousada                               | 3 – 1                                     | CF União de Lamas                        |
| 2015-16                                  | AD Lousada                               | 3 – 1                                     | Atlético CP                              |
| 2014-15                                  | CF União de Lamas                        | 5 – 1                                     | AD Lousada                               |
| 2013-14                                  | AD Lousada                               | –                                         | CF União de Lamas                        |
| 2012-13                                  | AD Lousada                               | 3 – 3, 6 – 4 desempate por livres diretos | CF Benfica                               |
| 2011-12                                  | AD Lousada                               | 2 – 1                                     | CF União de Lamas                        |
| 2010-11                                  | AD Lousada                               | –                                         |                                          |
| 2009-10                                  | CF União de Lamas                        | –                                         |                                          |
| 2008-09                                  | CF União de Lamas                        | –                                         |                                          |
| 2007-08                                  | AD Lousada                               | –                                         |                                          |
| 2006-07                                  | AA Espinho                               | –                                         |                                          |
| 2005-06                                  | AA Espinho                               | –                                         |                                          |
| 2004-05                                  | CF União de Lamas                        | –                                         |                                          |
| 2003-04                                  | Ramaldense FC                            | –                                         |                                          |
| 2002-03                                  | Ramaldense FC                            | –                                         |                                          |
| 2001-02                                  | Nao se realizou                          | –                                         |                                          |
| 2000-01                                  | Ramaldense FC                            | –                                         |                                          |
| 1999-2000                                | GD Viso                                  | –                                         |                                          |
| 1998-99                                  | Ramaldense FC                            | –                                         |                                          |
| 1997-98                                  | GD Viso                                  | –                                         |                                          |
| 1996-97                                  | SC Porto                                 | –                                         |                                          |
| 1995-96                                  | Hockey Clube de Portugal                 | –                                         |                                          |
| 1994-95                                  | AD Lousada                               | –                                         |                                          |
| 1993-94                                  | SC Porto                                 | –                                         |                                          |
| 1992-93                                  | GD Viso                                  | –                                         |                                          |
| 1991-92                                  | GD Viso                                  | –                                         |                                          |

## Palmarés Supertaça
| Equipa                   | Títulos | Épocas                               |
| ------------------------ | ------- | ------------------------------------ |
| GD Viso                  | 4       | 1991/92, 1992/93, 1997/98, 1999/2000 |
| Ramaldense FC            | 4       | 1998/99, 2000/01, 2002/03, 2003/04   |
| AD Lousada               | 4       | 1994/95, 2013/14, 2015/16, 2016/17   |
| CF União de Lamas        | 3       | 2004/05, 2014/15, 2018/19            |
| SC Porto                 | 2       | 1993/94, 1996/97                     |
| Casa Pia AC              | 1       | 2017/18                              |
| AA Espinho               | 1       | 2005/06                              |
| Hockey Clube de Portugal | 1       | 1995/96                              |

## Palmarés Torneio dos Campeões
| Equipa            | Títulos | Épocas                    |
| ----------------- | ------- | ------------------------- |
| AD Lousada        | 3       | 2007/08, 2010/11, 2012/13 |
| CF União de Lamas | 3       | 2008/09, 2009/10, 2011/12 |
| AA Espinho        | 1       | 2006/07                   |